# Voleybol 2. Ligi 2014-2015 (maschile)
La Voleybol 2. Ligi 2014-2015 si è svolta dal 2014 al 2015: al torneo hanno partecipato ventiquattro squadre di club turche e la vittoria finale è andata al Tokat.

## Regolamento

### Formula
È prevista una regular season in cui le ventiquattro formazioni iscritte al torneo gareggiano in due gironi da dodici squadre ciascuno, disputando gare di andata e ritorno per un totale di ventidue incontri:
- Le ultime due classificate di ciascun girone retrocedono direttamente in Voleybol 3. Ligi;
- Le prime quattro classificate dei due gironi accedono alle semifinali dei play-off promozione, dove vengono nuovamente divise in due gruppi, questa volta da quattro squadre ciascuno, disputando un round-robin;
- Le prime due classificate alle semifinali dei play-off promozione accedono alla finale dei play-off promozione, che le vede protagoniste di un nuovo round-robin, concluso il quale le prime due classificate sono promosse in Voleybol 1. Ligi.

## Torneo

### Regular season

#### Girone A - Classifica
| Pos. | Squadra              | Pt | G  | V  | P  | SV | SP | Ratio | PF | PS | Ratio |
| ---- | -------------------- | -- | -- | -- | -- | -- | -- | ----- | -- | -- | ----- |
| 1.   | BAL                  | 60 | 22 | 20 | 2  | 61 | 12 |       |    |    |       |
| 2.   | Afyonkarahisar       | 52 | 22 | 18 | 4  | 59 | 23 |       |    |    |       |
| 3.   | Isparta              | 50 | 22 | 17 | 5  | 55 | 28 |       |    |    |       |
| 4.   | Düzce                | 42 | 22 | 14 | 8  | 52 | 38 |       |    |    |       |
| 5.   | İstanbul BB          | 39 | 22 | 12 | 10 | 48 | 36 |       |    |    |       |
| 6.   | Tofaş                | 34 | 22 | 12 | 10 | 45 | 43 |       |    |    |       |
| 7.   | TFL Altekma          | 29 | 22 | 9  | 13 | 38 | 49 |       |    |    |       |
| 8.   | Maliye Okulu         | 22 | 22 | 7  | 15 | 34 | 51 |       |    |    |       |
| 9.   | Seydişehir           | 21 | 22 | 7  | 15 | 31 | 53 |       |    |    |       |
| 10.  | Anadolu Üniversitesi | 19 | 22 | 7  | 15 | 32 | 55 |       |    |    |       |
| 11.  | Bigadiç              | 17 | 22 | 6  | 16 | 31 | 55 |       |    |    |       |
| 12.  | Korkuteli            | 11 | 22 | 3  | 19 | 17 | 60 |       |    |    |       |

| Qualificate ai play-off promozione | Retrocesse in Voleybol 3. Ligi |

#### Girone B - Classifica
| Pos. | Squadra          | Pt | G  | V  | P  | SV | SP | Ratio | PF | PS | Ratio |
| ---- | ---------------- | -- | -- | -- | -- | -- | -- | ----- | -- | -- | ----- |
| 1.   | Tokat            | 59 | 22 | 20 | 2  | 64 | 15 |       |    |    |       |
| 2.   | Kahramanmaraş BB | 50 | 22 | 18 | 4  | 57 | 32 |       |    |    |       |
| 3.   | Trabzonspor      | 48 | 22 | 16 | 6  | 59 | 29 |       |    |    |       |
| 4.   | Adana Beyza      | 44 | 22 | 15 | 7  | 47 | 31 |       |    |    |       |
| 5.   | PTT              | 44 | 22 | 14 | 8  | 55 | 36 |       |    |    |       |
| 6.   | Hatay BB         | 39 | 22 | 13 | 9  | 50 | 37 |       |    |    |       |
| 7.   | Payas Hatay      | 33 | 22 | 12 | 10 | 41 | 39 |       |    |    |       |
| 8.   | Niksar           | 22 | 22 | 8  | 14 | 29 | 49 |       |    |    |       |
| 9.   | Çankırı          | 22 | 22 | 6  | 16 | 29 | 50 |       |    |    |       |
| 10.  | Melikgazi        | 18 | 22 | 5  | 17 | 26 | 55 |       |    |    |       |
| 11.  | Sivas Dört Eylül | 13 | 22 | 4  | 18 | 23 | 57 |       |    |    |       |
| 12.  | TVF Spor Lisesi  | 4  | 22 | 1  | 21 | 14 | 64 |       |    |    |       |

| Qualificate ai play-off promozione | Retrocesse in Voleybol 3. Ligi |

### Play-off promozione

#### Semifinali

##### Gruppo 1 - Classifica
| Pos. | Squadra          | Pt | G | V | P | SV | SP | Ratio | PF | PS | Ratio |
| ---- | ---------------- | -- | - | - | - | -- | -- | ----- | -- | -- | ----- |
| 1.   | BAL              | 7  | 3 | 3 | 0 | 9  | 5  |       |    |    |       |
| 2.   | Trabzonspor      | 6  | 3 | 2 | 1 | 7  | 5  |       |    |    |       |
| 3.   | Düzce            | 4  | 3 | 1 | 2 | 6  | 7  |       |    |    |       |
| 4.   | Kahramanmaraş BB | 1  | 3 | 0 | 3 | 4  | 9  |       |    |    |       |

| Qualificate in finale ai play-off promozione |

##### Gruppo 2 - Classifica
| Pos. | Squadra        | Pt | G | V | P | SV | SP | Ratio | PF | PS | Ratio |
| ---- | -------------- | -- | - | - | - | -- | -- | ----- | -- | -- | ----- |
| 1.   | Tokat          | 9  | 3 | 3 | 0 | 9  | 1  |       |    |    |       |
| 2.   | Afyonkarahisar | 5  | 3 | 2 | 1 | 6  | 5  |       |    |    |       |
| 3.   | Isparta        | 2  | 3 | 1 | 2 | 3  | 8  |       |    |    |       |
| 4.   | Adana Beyza    | 2  | 3 | 0 | 3 | 5  | 9  |       |    |    |       |

| Qualificate in finale ai play-off promozione |

#### Finale

##### Classifica
| Pos. | Squadra        | Pt | G | V | P | SV | SP | Ratio | PF | PS | Ratio |
| ---- | -------------- | -- | - | - | - | -- | -- | ----- | -- | -- | ----- |
| 1.   | Tokat          | 7  | 3 | 2 | 1 | 8  | 5  |       |    |    |       |
| 2.   | BAL            | 5  | 3 | 2 | 1 | 7  | 5  |       |    |    |       |
| 3.   | Trabzonspor    | 5  | 3 | 2 | 1 | 6  | 5  |       |    |    |       |
| 4.   | Afyonkarahisar | 1  | 3 | 0 | 3 | 3  | 9  |       |    |    |       |

| Promosse in Voleybol 1. Ligi |